# Década de 1570
Séculos: Século XV - Século XVI - Século XVII
Décadas: 1540 1550 1560 - 1570 - 1580 1590 1600
Anos: 1570 - 1571 - 1572 - 1573 - 1574 - 1575 - 1576 - 1577 - 1578 - 1579